# Ратнер, Евгения Моисеевна
Евгения Моисеевна Ратнер варианты фамилии Элькинд, Ратнер-Элькинд, (1886, Смоленск — 1931, больница Бутырской тюрьмы, Москва) — политический деятель, член ЦК партии социалистов-революционеров.

## Биография
По происхождению из мещан. Родилась в семье земского врача Смоленской губернии и потомственного почётного гражданина Моисея Гиршевича Ратнера; мать — Мария Львовна Шмер. Окончила Смоленскую женскую гимназию. После этого училась в Цюрихском университете в Швейцарии. По её свидетельству на суде 1922 года — образование незаконченное высшее. По другим сведениям университет окончила.
С 1902 года член партии социалистов-революционеров. 12 апреля 1904 года арестована в Смоленске по делу организации Смоленского комитета партии эсеров. Участвовала в революции 1905. В сводках жандармского управления отмечена как организатор и участник демонстрации в Смоленске 20 февраля 1905 года, а также в выступлении 25 февраля 1905 года в театре Народного Дома. Во время Декабрьского восстания в Москве сражалась на баррикадах на Пресне и Прохоровке. Организатор и член Северо-Западного Областного комитета партии эсеров. В Февральскую революцию 1917 года была занята активной партийной работой и в Петрограде и в Москве. Была избрана депутатом Московской Городской Думы. Член Предпарламента. Примыкала к левому центру партии эсеров. На IV съезде Партии социалистов-революционеров в декабре 1917 года избрана в состав ЦК партии эсеров, вошла в его бюро. Летом 1918 года осталась на подпольной работе в Москве, возглавляла Московское бюро ЦК. В августе 1919 г. управляющая московским отделением VIII секции Единого государственного архивного фонда. 9 октября 1919 арестована в Москве, позднее освобождена.
Вновь арестована в 1920 году, заключена во внутреннюю тюрьму, переведена в Бутырскую тюрьму, где находилась вместе с трёхлетним сыном, Александром. 10 мая 1921 года направила Ф. Э. Дзержинскому открытое письмо об ущемлении прав малолетнего ребёнка в советской тюрьме.
7 августа 1922 года на процессе над Партией социалистов-революционеров приговорена Верховном Ревтрибуналом при ВЦИК к Высшей мере наказания, переведена в Лубянскую внутреннюю тюрьму. 8 августа 1922 Президиумом ВЦИК исполнение приговора было отложено. Содержалась на строгом режиме во Внутренней тюрьме ГПУ. В марте и в июле 1923 — провела голодовки. 14 января 1924 расстрел заменён 5 годами лишения свободы. В начале 1925 года вместе с тремя детьми от 6 до 13 лет направлена в ссылку на 3 года в село Усть-Цильма Печорского уезда Архангельской губернии, ссылку отбывала вместе с Б. С. Ивановым (1890—1938) и М. С. Цетлиным (1890—1937). В январе 1925 — провела 9-дневную голодовку, после чего с матерью Марией Львовной и тремя детьми переведена в Самарканд. Там работала экономистом. Издала книгу по вопросу местного производства. 6 марта 1930 года на нелегальном собрании Ташкентской группы эсеров обсуждался вопрос о поведении членов ЦК ПСР Евгении Ратнер и Н. Н. Иванова, отбывавших ссылку в Самарканде, их обвиняли в непартийном поведении, выразившемся в их сотрудничестве с коммунистической прессой.
В 1925 году из тюрьмы Ратнер вышла с тяжёлым онкологическим заболеванием. В 1930 — вывезена в Москву и заключена в Бутырскую тюремную больницу, весной 1931 — скончалась там от рака, по другим сведениям после операции по поводу рака.

## Семья
- Первый муж — Лев Моисеевич Элькинд, эсер[13].
  - Трое детей — сын, дочь и сын Александр (1918 г. р.)
- Второй муж — Александр Павлович Стружинский (1892—1937 или 1938), эсер, затем социалист-революционер (меньшинства)[13].
- Брат — Александр Моисеевич Ратнер, эсер, погиб в 1918 г. в Петрограде во время расстрела красноармейцами демонстрации в поддержку Учредительного Собрания[14].
- Брат — Григорий Моисеевич Ратнер, бывший эсер, выступил на процессе Партии эсеров 1922 г. с обличениями своих бывших товарищей, в том числе и сестры, в 1938 году репрессирован[14].
- Брат — Лев Моисеевич Ратнер, хирург.